# Розовоног буревестник
Розовоног буревестник (Puffinus carneipes) е вид птица от семейство Procellariidae.

## Разпространение и местообитание
Разпространен е в Австралия, Британска индоокеанска територия, Йемен, Канада, Малдивите, Маршалови острови, Мексико, Микронезия, Нова Зеландия, Оман, САЩ, Френски южни и антарктически територии, Шри Ланка, Южна Африка, Южна Корея и Япония.